# Ariane Tabatabai
Ariane Tabatabai (persisch آرین طباطبایی, geboren in Täbris) ist eine iranisch-US-amerikanische Politikwissenschaftlerin, Autorin und leitende politische Beraterin des Pentagon.

## Leben
Ariane Tabatabai ist Absolventin des King’s College London und Tochter Javad Tabatabais, eines iranischen Philosophen und Professors an der Universität Teheran. Tabatabai ist außerdem ehemalige Forscherin des Think Tanks "RAND Corporation", Lehrplandirektor und außerordentliche Professorin für Sicherheitsstudien an der Georgetown University, internationale zivile Beraterin der NATO, Middle East Fellow bei der Alliance for Securing Democracy des German Marshall Fund of the United States und mehrerer anderer Forschungsinstitute.
In einem Artikel in der Zeitschrift Foreign Policy vor den US-Präsidentschaftswahlen 2020 argumentierte Tabatabai, dass die iranische Wirtschaft anfällig sei und gezwungen sein werde, zu verhandeln, zuzustimmen und Zugeständnisse zu machen, und forderte, dass der siegreiche US-Präsidentschaftskandidat nicht zum Atomabkommen zurückkehren und auf weitere Punkte drängen solle.
Nach dem Amtsantritt der Regierung Biden im Januar 2021 trat sie dem US-Verhandlungsteam für die Atomverhandlungen mit dem Iran bei, verließ aber zusammen mit Richard Nephew das Team nach einigen Monaten aufgrund von Differenzen mit Robert Malley, dem Leiter des US-Verhandlungsteams, und auch, weil sie der Meinung war, dass die USA zu viele Sanktionen gegen den Iran aufheben würden und das mögliche Abkommen folglich nicht stark genug sein würde.

## Kontroversen
Nachdem Tabatabai in ihr Amt im US-Außenministerium berufen worden war, wurde sie in den sozialen Medien zur Zielscheibe rechter Angriffe. Anschuldigungen und Verschwörungstheorien über Tabatabai wurden zuerst auf Twitter verbreitet, wo sie beschuldigt wurde, sich der Islamischen Republik Iran ergeben zu haben. Diese Anschuldigungen fanden ihren Weg zu rechtsgerichteten Medien, darunter The Washington Free Beacon und saudische Medien.

## Bücher
- Tabatabai, A. (2020). No Conquest, No Defeat: Iran's National Security Strategy. London: Hurst & Company.[12]
- Tabatabai, A. and Dina Esfandiary (2021). Triple-Axis: Iran's Relations with Russia and China. New York: Bloomsbury Publishing.[13]